# Meloetyphlus
Meloetyphlus là một chi bọ cánh cứng trong họ Meloidae.
Chi này được miêu tả khoa học năm 1872 bởi Waterhouse.

## Các loài
Chi này gồm các loài:
- Meloetyphlus fuscatus Waterhouse, 1872